# Monika Vana
Monika Vana (nascida em 14 de setembro de 1969) é uma política austríaca dos Verdes - Alternativa Verde, parte do Partido Verde Europeu. Actualmente é deputada ao Parlamento Europeu.
No parlamento, Vana actua na Comissão dos Orçamentos, na Comissão do Desenvolvimento Regional, na Comissão dos Direitos da Mulher e da Igualdade de Género. Ela é membro da delegação para as relações com a Austrália e Nova Zelândia e também com os Estados Unidos. Além das suas atribuições nas comissões, é membro do Intergrupo Urbano do Parlamento Europeu e do Intergrupo do Parlamento Europeu para os Direitos LGBT.